# غبيراء أرانية
الغبيراء الأرانية (باللاتينية: Sorbus arranensis) نوع نباتي شجري يتبع جنس الغبيراء من الفصيلة الوردية.
موطنها جزيرة أران في اسكتلندا.